# David Penchyna Grub
David Penchyna Grub (Pachuca, Hidalgo; 10 de marzo de 1965) es un abogado y político mexicano. Fue el director general del Instituto del Fondo Nacional de la Vivienda para los Trabajadores durante el gobierno del presidente Enrique Peña Nieto entre 2015 y 2018.
Ha sido electo legislador federal en tres ocasiones por el principio de mayoría. En el sexenio del gobernador Miguel Ángel Osorio Chong (2005-2011), fungió como secretario de Desarrollo Económico y secretario de Desarrollo Social. 
Fue secretario técnico del Consejo Político Nacional del PRI más joven en la historia de ese instituto político, además de ocupar la vocería del partido antes de la elección presidencial de 2012.
Denunciado en enero del 2019 por el presidente Andrés Manuel López Obrador por cobrar 35 mil dólares USD  MENSUALES (700 mil pesos MXN) como director del INFONAVIT, en el sexenio del expresidente Enrique Peña Nieto.
En agosto de 2020, fue acusado por el exdirector de PEMEX Emilio Lozoya Austin de recibir sobornos por instrucciones de Luis Videgaray, junto con Ernesto Cordero y Ricardo Anaya, para aprobar la reforma energética en 2014.

## Estudios
- 1983-1988 Licenciado en Derecho en la Universidad Nacional Autónoma de México (UNAM)
- Postgrado en Políticas Públicas en el Instituto Tecnológico Autónomo de México (ITAM)
- 1989-1990 Análisis Político en la Universidad Iberoamericana (UIA).

## Cargos públicos
- 1988-1991 Subdirector de estudios y análisis del Instituto Federal Electoral (México) (IFE).
- 1992-1993 Director de concertación de vivienda de Secretaría de Desarrollo Social (México) (SEDESOL).
- 1994-1995 Subdirector general de Instituto del Fondo Nacional de la Vivienda para los Trabajadores.
- 1995-1997 Director general de la Comisión Nacional Bancaria y de Valores (CNBV).
- 1998-2000 Secretario de los consejos de administración de la comisión nacional del Fondo Nacional de Apoyo a Empresas Sociales (FONAES), Zonas Áridas (CONAZA), FONAES Programa de Educación, Salud y Alimentación (PROGRESA), Comisión Reguladora de la Tenencia de la Tierra (CORETT), Distribuidora e Impulsora Comercial Conasupo s.a. de c.v. (DICONSA), Fideicomiso de Liquidación al Subsidio a la Tortilla (FIDELIST), Fondo Nacional para el Fomento de las Artesanías (FONART), Instituto Nacional Indigenista (INI) y Leche Industrializada CONASUPO (LICONSA).
- 1998-2000, coordinador general Sectorial de SEDESOL.
- 2000-2003, diputado federal del III Distrito de Hidalgo, en la LVIII Legislatura.
  - Integrante de la Comisión de Presupuesto y Cuenta Pública de la LVIII Legislatura de la Cámara
- 2005-2006 Secretario de Desarrollo económico del gobierno del estado de hidalgo.
- 2007-2009 Secretario de Desarrollo Social del Gobierno del Estado de Hidalgo.[4]
- Secretario de la comisión de Hacienda y Crédito Público,[5] Secretario de la Comisión de Economía e Integrante de la Comisión de Presupuesto.
- Expresidente de la Comisión de Energía del Senado.7
- Fue director general del Infonavit hasta el año 2018

## Otras Actividades
- 1997 Ha sido articulista en “Revista Época”, en “El Universal” y en “Milenio Diario” – Hidalgo.
- 2009 Analista político en Proyecto 40.
- Comentarios editoriales en los noticieros radiofónicos “Así sucede” de Radio ACIR en PACHUCA, HGO., “Cúpula empresarial” de Oscar Mario Beteta en radio formula, cadena nacional.Actualmente vocero de su partido a nivel nacional.